# Échelle des teintes de Newton
L’échelle des teintes de Newton, ou échelle des teintes de Michel-Lévy, est une échelle de mesure de la biréfringence et de l'épaisseur d'un matériau. Lors de la traversée de ce matériau biréfringent par la lumière blanche polarisée, le front d'onde de cette lumière blanche se sépare et on observe alors des interférences d'une certaine couleur qui dépend de la biréfringence et de l'épaisseur de la lame utilisée. Cette échelle a été établie par Isaac Newton ou Auguste Michel-Lévy. 

## Étude théorique

Échelle des teintes de Michel-Lévy fabriquée par Zeiss Microscopy GmbH

L'échelle présente trois axes, en abscisses, la teinte et la différence de marche, en ordonnée l'épaisseur, en oblique la biréfringence.
Ces trois grandeurs, la différence de marche δ, l'épaisseur de la lame utilisée e et la biréfringence Δn sont liées par la relation suivante :
{\displaystyle \delta =e\Delta n}.
Cette différence de marche permet de caractériser la teinte que l'on observe. On observe les teintes de Newton avec une lumière polarisée puis analysée (c'est-à-dire polarisée après la traversée du matériau biréfringent). Selon la position du polariseur et de l'analyseur il existe deux possibilités pour caractériser les teintes observées en fonction de la différence de marche δ.

### Polariseur et analyseur croisés
Si le polariseur et l'analyseur sont croisés et donc que leurs axes optiques sont orthogonaux alors l'intensité d'une onde lumineuse monochromatique de longueur d'onde λ observée après la division du front d'onde est 
{\displaystyle I=A\sin ^{2}{\left({\frac {\pi \delta }{\lambda }}\right)}} avec A un terme qui n'intervient pas dans la couleur observée.
Si δ/λ = k avec k entier alors cette intensité est nulle, et si δ/λ=k/2 alors cette intensité est maximale. Étant donné que la lumière blanche est constituée de toutes les longueurs d'onde du visible, alors la lumière perçue à la sortie de l'analyseur traversant le matériau biréfringent correspond à une lumière polychromatique dont l'intensité est égale à la somme des intensités pour chaque longueur d'onde du visible. Donc les longueurs d'onde pour lesquelles l'interférence est destructive disparaissent de la couleur observée et celles pour lesquelles l'interférence est constructive apparaissent.
À δ=0, l'intensité est nulle, et la couleur perçue est noire. Lorsque polariseur et analyseur sont croisés on dit que l'échelle des teintes de Newton est à centre noir.

### Polariseur et analyseur parallèles
Si le polariseur et l'analyseur sont parallèles et donc que leurs axes optiques sont parallèles alors l'intensité d'une onde lumineuse monochromatique de longueur d'onde λ observée après la division du front d'onde est 
{\displaystyle I=A\cos ^{2}{\left({\frac {\pi \delta }{\lambda }}\right)}} avec A un terme qui n'intervient pas dans la couleur observée. 
De même que précédemment la lumière perçue à la sortie de l'analyseur est une lumière polychromatique et on observe une certaine teinte correspondant à la différence de marche. 
À δ=0 l'intensité est maximale pour toutes les longueurs d'onde : on observe de la lumière blanche. Lorsque polariseur et analyseur sont parallèles, on utilise l'échelle des teintes de Newton à centre blanc.

### Tableau
| δ (nm) | centre blanc          | centre noir            |
| ------ | --------------------- | ---------------------- |
| 0      | blanc                 | noir                   |
| 40     | blanc                 | gris de fer            |
| 97     | blanc jaunâtre        | gris lavande           |
| 158    | blanc jaunâtre        | bleu gris              |
| 218    | brun jaune            | gris plus clair        |
| 234    | brun                  | blanc verdâtre         |
| 259    | rouge clair           | blanc                  |
| 267    | rouge carmin          | blanc jaunâtre         |
| 275    | brun rouge sombre     | jaune paille pâle      |
| 281    | violet sombre         | jaune paille           |
| 306    | indigo                | jaune clair            |
| 332    | bleu                  | jaune vif              |
| 430    | bleu gris             | jaune brun             |
| 505    | vert bleuâtre         | orangé rougeâtre       |
| 536    | vert pâle             | rouge chaud            |
| 551    | vert jaunâtre         | rouge plus foncé       |
| 565    | vert plus clair       | pourpre                |
| 575    | jaune verdâtre        | violet                 |
| 589    | jaune d'or            | indigo                 |
| 664    | orangé                | bleu de ciel           |
| 728    | orangé brunâtre       | bleu verdâtre          |
| 747    | rouge carmin clair    | vert                   |
| 826    | pourpre               | vert plus clair        |
| 843    | pourpre violacé       | vert jaunâtre          |
| 866    | violet                | jaune verdâtre         |
| 910    | indigo                | jaune pur              |
| 948    | bleu sombre           | orangé                 |
| 998    | bleu verdâtre         | orangé rougeâtre vif   |
| 1101   | vert                  | rouge violacé foncé    |
| 1128   | vert jaunâtre         | violet bleuâtre clair  |
| 1151   | jaune sale            | indigo                 |
| 1258   | couleur chair         | bleu (teinte verdâtre) |
| 1334   | rouge brun            | vert de mer            |
| 1376   | violet                | vert brillant          |
| 1426   | bleu violacé grisâtre | jaune verdâtre         |
| 1495   | bleu verdâtre         | rose (nuance clair)    |
| 1534   | bleu vert             | rouge carmin           |
| 1621   | vert terne            | carmin pourpre         |
| 1658   | vert jaunâtre         | gris violacé           |
| 1682   | jaune verdâtre        | bleu gris              |
| 1711   | jaune gris            | vert de mer            |
| 1744   | mauve gris rouge      | vert bleuâtre          |
| 1811   | carmin                | beau vert              |
| 1927   | gris rouge            | gris vert              |
| 2007   | bleu gris             | gris presque blanc     |
| 2048   | vert                  | rouge clair            |
| 2338   | rose pâle             | vert bleu pâle         |
| 2668   | vert bleu pâle        | rose pâle              |

À mesure que l'ordre de la différence de chemin optique augmente, il est plus probable que davantage de longueurs d’onde de la lumière soient retirées du spectre. Il en résulte que l’apparence de la couleur est « délavée » et qu’il devient plus difficile de déterminer les propriétés de l’échantillon. Cependant, cela ne se produit que lorsque l’échantillon est relativement épais par rapport à la longueur d’onde de la lumière.

## Utilisation en minéralogie
L'échelle des teintes de Newton permet notamment de mesurer la biréfringence d'un minéral.
À l'aide d'un microscope en lumière polarisée (appelé également microscope polarisant), utilisé en lumière polarisée analysée, on peut observer les teintes permettant de caractériser la biréfringence. Le microscope est constitué d'un objectif et d'un oculaire, avec entre la source lumineuse blanche et l'objectif un polariseur puis entre l'oculaire et l'objectif un autre polariseur dit analyseur.
Ensuite, en connaissant l'épaisseur de la lame, on peut déterminer la biréfringence, ce qui peut être utile pour reconnaître des minéraux. De plus les propriétés biréfringentes de certains matériaux permettent de créer certains instruments d'optique (par exemple les polariseurs).
Par ailleurs, il est important de se rappeler ces conseils :
- Les minéraux isotropes et opaques (métalliques) ne peuvent pas être identifiés de cette façon.
- La platine du microscope doit être tournée jusqu’à ce que l’on trouve la couleur maximale, et donc la biréfringence maximale.
- Chaque minéral, en fonction de son orientation cristalline dans la lame, peut ne pas présenter la biréfringence maximale. Il est important d’échantillonner un certain nombre de minéraux similaires afin d’obtenir la meilleure valeur de biréfringence.
- Les minéraux uniaxes peuvent sembler isotropes (toujours éteints) si le minéral est coupé perpendiculairement à l’axe optique (cette situation peut être révélée par le motif d'interférence conoscopique).